# Morro da Fumaça
Morro da Fumaça là một đô thị thuộc bang Santa Catarina, Brasil. Đô thị này có diện tích 83 km², dân số năm 2007 là 16161 người, mật độ 194,9 người/km².